# Bogata, Bacău
Bogata este un sat în comuna Dofteana din județul Bacău, Moldova, România. La recensământul din 2002 avea o populație de 874 locuitori.

## Istoric
În anul 1908, satele Mosoarele, Păcurile, Poienile, Vâlcelele și Bogata au fost desprinse din Târgu-Ocna pentru a forma comuna Vâlcelele. Într-un raport al prefectului județului Bacău din 1910 se cerea dizolvarea sfatului satului Mosoarele, pendinte de comuna Vâlcelele, întrucât postul de delegat era vacant iar printre membrii sfatului nu se mai aflau știutori de carte pentru a fi aleși dintre ei, conform legii pentru organizarea comunelor și sfaturilor sătești. A fost numită o singură persoană drept delegat special pentru girarea afacerilor satului, până la alegerea și instalarea unui nou sfat. În 25 septembrie 1925 Ferdinand I al României a decretat, în cadrul unei reforme administrative pe țară, alipirea la Târgu-Ocna a satelor Mosoarele, Păcurile, Poienile și Vâlcelele de la comuna rurală Vâlcelele.